# Pierre Audouin
Pierre Audouin (* 1768 in Paris; † 22. Juli 1822 ebenda) war ein französischer Zeichner und Kupferstecher.

## Leben
Audouin war Schüler von Jacques Firmin Beauvarlet. In der Zeit des Premier Empire (1804–1814/15) erhielt er den Titel eines „Graveurs de Madame Mère“ Letizia Bonaparte, der Mutter Napoleon Bonapartes. 1804 beteiligte er sich am Livre du Sacre de l’Empereur mit drei Stichen nach Jean-Baptiste Isabey.
Später gravierte er Porträts der Prinzen der königlichen Familie und anderer Persönlichkeiten der damaligen Zeit, darunter von Wellington und Marmont, was ihm den Titel eines königlichen Kupferstechers einbrachte.
Überliefert ist daneben ein Stich von Marie-Louise von Österreich, die 1810 Napoleon heiratete, den Audouin nach einer Zeichnung des Wiener Miniaturmalers Carl Hummel anfertigte. Auf einem in der Albertina vorhandenen Exemplar bezeichnet er sich als Mitglied der Wiener Akademie der Künste.
Einer seiner Schüler war der Maler und Kupferstecher Claude-Marie-François Dien (1787–1865).